# Internationales Werner-Seelenbinder-Gedenkturnier 1974
Das Internationale Werner-Seelenbinder-Gedenkturnier 1974 fand vom 19. bis zum 20. Oktober 1974 in Magdeburg statt. Es war die zweite Auflage dieser internationalen Meisterschaften der DDR im Badminton.

## Medaillengewinner
| Disziplin    | Gold                                                                                           | Silber                                                       | Bronze                                                       |
| ------------ | ---------------------------------------------------------------------------------------------- | ------------------------------------------------------------ | ------------------------------------------------------------ |
| Herreneinzel | Edgar Michalowski (Einheit Greifswald)                                                         | Erfried Michalowsky (Einheit Greifswald)                     | Joachim Schimpke (Fortschritt Tröbitz)                       |
| Herreneinzel | Edgar Michalowski (Einheit Greifswald)                                                         | Erfried Michalowsky (Einheit Greifswald)                     | Ladislav Šrámek (ČSSR)                                       |
| Dameneinzel  | Monika Cassens (SG Gittersee)                                                                  | Alena Poboráková (ČSSR)                                      | Taťána Pravdová (ČSSR)                                       |
| Dameneinzel  | Monika Cassens (SG Gittersee)                                                                  | Alena Poboráková (ČSSR)                                      | Christel Sommer (HSG DHfK Leipzig)                           |
| Herrendoppel | Joachim Schimpke / Wolfgang Böttcher (Fortschritt Tröbitz / HSG DHfK Leipzig)                  | Erfried Michalowsky / Edgar Michalowski (Einheit Greifswald) | Ladislav Šrámek / Konstantin Holobradý (ČSSR)                |
| Herrendoppel | Joachim Schimpke / Wolfgang Böttcher (Fortschritt Tröbitz / HSG DHfK Leipzig)                  | Erfried Michalowsky / Edgar Michalowski (Einheit Greifswald) | Sergey Petrov / Mikhail Chervyakov (UdSSR)                   |
| Damendoppel  | Monika Cassens / Astrit Schreiber (SG Gittersee / Fortschritt Hohenstein-Ernstthal)            | Alena Poboráková / Jaroslava Krahulcová (ČSSR)               | Ilona Michalowsky / Renate Thurow (Einheit Greifswald)       |
| Damendoppel  | Monika Cassens / Astrit Schreiber (SG Gittersee / Fortschritt Hohenstein-Ernstthal)            | Alena Poboráková / Jaroslava Krahulcová (ČSSR)               | Christel Sommer / Jiřína Hubertová (HSG DHfK Leipzig / ČSSR) |
| Mixed        | Erfried Michalowsky / Astrit Schreiber (Einheit Greifswald / Fortschritt Hohenstein-Ernstthal) | Claus Cassens / Monika Cassens (SG Gittersee)                | Ladislav Šrámek / Jaroslava Krahulcová (ČSSR)                |
| Mixed        | Erfried Michalowsky / Astrit Schreiber (Einheit Greifswald / Fortschritt Hohenstein-Ernstthal) | Claus Cassens / Monika Cassens (SG Gittersee)                | Wolfgang Böttcher / Christel Sommer (HSG DHfK Leipzig)       |